# Dar Gueddari
Dar Gueddari (en àrab دار الكداري, Dār al-Gaddārī; en amazic ⴷⴰⵕ ⴳⴷⴷⴰⵔⵉ) és un municipi de la província de Sidi Kacem, a la regió de Rabat-Salé-Kenitra, al Marroc. Segons el cens de 2014 tenia una població total de 6.643 persones.